# Diploexochus echinatus
Diploexochus echinatus là một loài chân đều trong họ Armadillidae. Loài này được Brandt miêu tả khoa học năm 1833.